# 斐济历史
斐济的历史分为几个时期。最早发现斐济是几千年前住在太平洋岛屿上的人民。之后斐济被欧洲人殖民直至独立。

## 史前至1820年
在约3500年前，南岛语族的居民已经开始在斐济群岛上居住。在约1000年后，美拉尼西亚人来到此地。大多数权威学者都同意他们都来自东南亚，经过印度尼西亚来到此。
公元前晚期至公元800年，被称为“图伊普洛图”的部落首领统治着斐济群岛。
约11世纪，图伊汤加帝国在汤加建立。斐济群岛中的部分受到他的影响。汤加的影响为他将波利尼西亚的习俗和一些语言带入斐济；亦為斐濟人口帶入波利尼西亞人。13世纪，该帝国开始衰落。
1643年，荷兰探险者率先访问了斐济群岛。

## 1820-1874年
19世纪初，欧洲殖民者开始在斐济建立殖民点。1822年，欧洲人建立了斐济第一个现代城镇——莱武卡。1830年，第一批欧洲传教士来到莱武卡。
1865年，斐濟獨立王國聯盟建立，塞鲁·埃彭尼萨·萨科鲍成為大議會主席。然而兩年後，該聯盟分裂成為「巴烏王國」和「勞邦聯」，薩空鮑僭越成為巴烏國王。
1871年，在西方勢力的支持下，斐济王国成立，塞鲁·埃佩尼萨·萨空鲍任国王。

## 1874-1970年
1874年，斐濟成為英國殖民地，称斐济殖民地。1876年，大酋长理事会建立。1881年，罗图马岛并入斐济。1882年，首都从莱武卡迁往苏瓦。1904年，立法委员会成为部分民选机构，由白人男子和当地酋长选举而出。

## 1970年至今
1970年10月10日，斐济独立，成立斐济自治领，结束英国历时96年的统治。1972年，独立后第一次选举举行，联盟党获胜。
1987年，发生两次政变，第二次政变推翻君主立宪制，将斐济自治领改为斐济共和国。1990年，改名为斐济主权民主共和国。1997年，改名为斐济群岛共和国。2011年，恢复“斐济共和国”名称。